# ウィリー・メレス
ウィリー・メレス（Willy Mairesse、1928年10月1日 - 1969年9月2日）は、ベルギー出身のレースドライバー。

## 略歴

### 1960年
メレスはフェラーリから地元ベルギーGPでF1デビュー。出走3戦目のイタリアGPでは3位に入った。結果的にこれが最初で最後のF1での表彰台獲得となる。

### 1961年
F1ではENBとロータスから1戦ずつ走ったが共にリタイアに終わり、シーズン半ばにフェラーリに復帰。しかし復帰初戦となったドイツGPでジャンピングスポットでの着地の際にバランスを崩して大クラッシュを喫する。幸いメレスは無傷でマシンを降り、大事には至らなかった。
またこの年のル・マン24時間レースではマイク・パークスとのドライブで2位に入った。

### 1962年
F1では引き続きフェラーリから参戦。開幕戦のオランダGPはマシンが間に合わず欠場したが、第2戦のモナコGPでは前年型の改良マシンで予選4位、決勝7位を記録。
続く第3戦ベルギーGPでは、予選6位からのスタートで一気に順位を上げロータスのトレバー・テイラーと激しいトップ争いを演じる。9周目に隙をつかれてジム・クラークに首位こそ奪われたが、2位争いになってもテイラーとのバトルは依然として続き、オー・ルージュを2台並んで通過するなど激しいデッドヒートを見せた。
しかし終盤の25周目、ブランシモンでテイラーを抜こうとラインを変えたメレスのマシンと、テイラーのマシンの動きがシンクロして接触。メレスのマシンは跳ね上がってドライバーを乗せたまま数回転し、火を吹いて着地。テイラーのマシンもコントロールを失ってランオフエリアに突っ込んだが、テイラーは自力でマシンから脱出した。しかしメレスは火の回りが早くてマシンから出られず、腕と足に火傷を負った。
この事故でメレスは前年2位に入ったル・マン24時間レースなどにも出場できず、シーズンの大半を棒に振ることとなった。
復帰後のイタリアGPで4位、WSCのパリ1000kmでも5位に入るなど良い成績を残しただけに、メレスにとってこの事故は大きな痛手となってしまった。

### 1963年

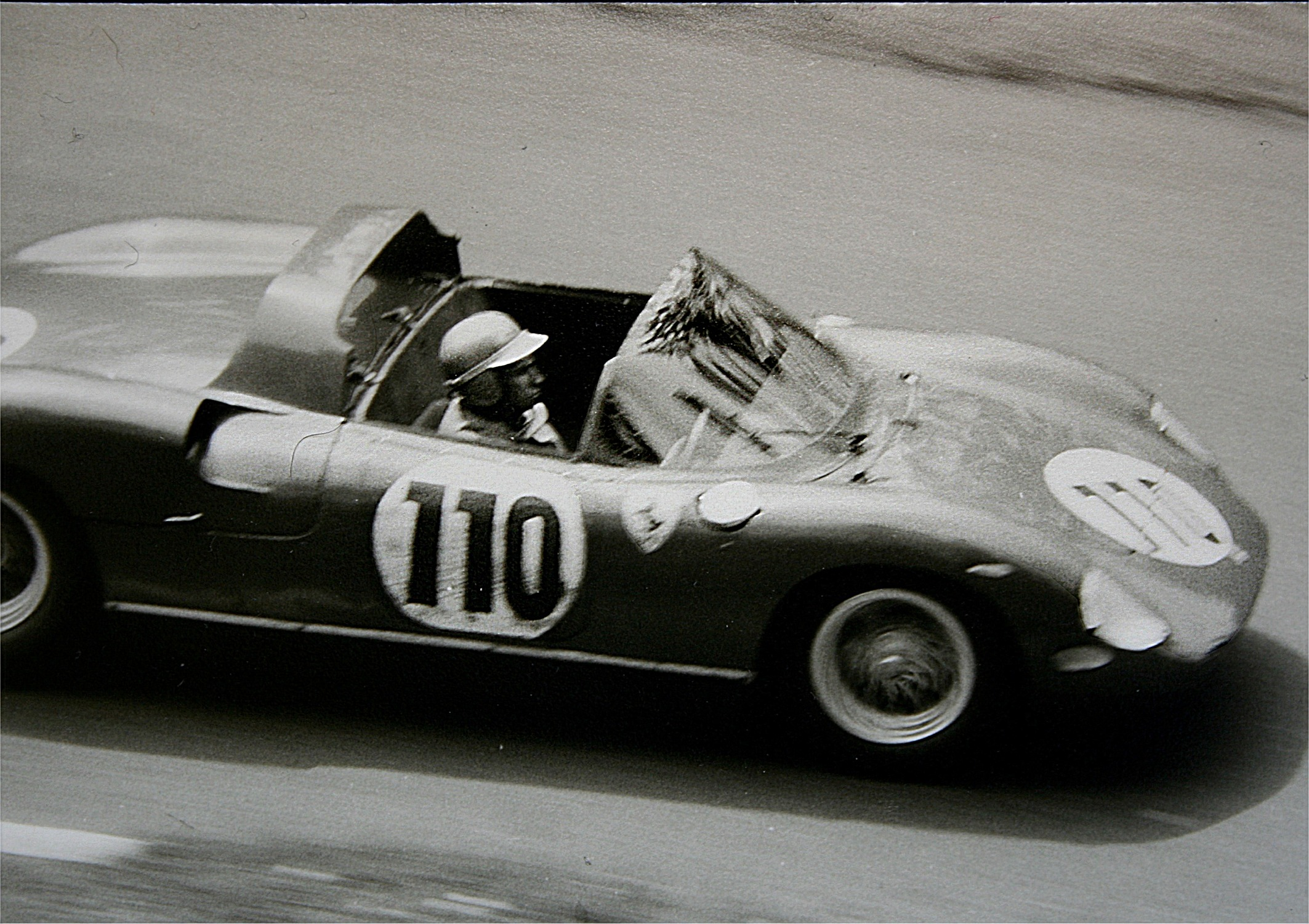
ニュルブルクリンクでフェラーリ・250Pをドライブするメレス

引き続きF1と並行してスポーツカーレースに参戦。F1では開幕から2戦連続リタイアだったが、WSCではセブリング12時間レース、タルガ・フローリオで2位、スパ500km、ニュルブルクリンク1000kmで優勝を果たすなど好調な結果を出していた。
しかしジョン・サーティースと組んで参戦したこの年のル・マン24時間レースで、サーティースと交代してマシンに乗ってピットから出た直後、突然エンジン部分から出火し、ストロー・フェンスにぶつかって停止。この際にメレスは気を失ってしまい、前年に続いて火傷を負ってしまった。
その後、この年のドイツGPでメレスはレース活動に復帰。しかしそのドイツGPでの1周目、2年前に大クラッシュを喫したところと同じ地点で、その時と同様のクラッシュを演じてしまう。メレスはマシンから投げ出され、両腕両足にヒビが入るケガをする。特に右腕は神経も損傷してしまい、後々彼を苦しめていくことになる。
またこの事故でメレスのマシンから外れたタイヤが観客席に飛び込んでしまい、観客が1人死亡する惨事になってしまった。チームからの信頼を失ったメレスは、このレースを最後にしばらくレース界から離れることとなる。

### 1964年-1967年
しばらくレース界から離れていたメレスだったが、友人のジャン=ビュアリー・ブレトンがスポーツカーレースへのエントリーを持ちかけたことがきっかけで、1964年のWSC最終戦パリ1000kmに出場。以降はブレトンがマネージャーとなり、メレスは活路をWSCへ見出していく。
1965年、メレスは2年ぶりにF1の世界に復帰しプライベートBRMから地元ベルギーGPに出場したが、結局予選も走ることなくF1を去る。WSCには5戦に参戦し、プライベーターチームでの出場ながら優勝1回、3位2回の成績を収める。
1966年はスクデリア・フィリピネッティのサポートを受け、フォードやポルシェなど様々なマシンをドライブ。第4戦として行われたタルガ・フローリオでは優勝を果たしている。
1967年は2年前と同じ布陣で臨んだメレスだったが、3位に入ったル・マン24時間レース以降は、マシンに対して神経質になっていたこともあって完走もままならないレースが続き、この年は前年ほどの結果を残せなかった。

### 1968年
前年から一転して以前同様の力のある走りを見せていたメレスだったが、この年のル・マン24時間レースでの1周目走行中、突然メレスの座席側のドアが風圧で引きちぎられるアクシデントが発生。マシンはコントロールを失い、スピンしながらガードレールに激突して大破。メレスは頭部を負傷し、このレースを最後に2度とサーキットに戻ってくることはなかった。
事故については「メレスがドアを閉めそこなった」という疑いも浮上したが、結局原因が明らかになることはなかった。
その後メレスは以前の事故の後遺症である右腕の痛みに加え、この事故による頭部の慢性的な痛みにも悩まされる日々が続き、翌年9月にホテルの一室で睡眠薬の多量摂取により死亡した。40歳没。
発見時に遺書らしき物が無かったため、自殺とも頭痛による睡眠不足の解消をしようとして大量服用したのではないかとも言われているが、確かな原因は今日に至るまで未だ謎のままである。

## レース戦績

### フォーミュラ1
| 年     | 所属チーム                       | シャシー | 1       | 2       | 3       | 4       | 5       | 6       | 7     | 8   | 9     | 10  | WDC       | ポイント |
| ------ | -------------------------------- | -------- | ------- | ------- | ------- | ------- | ------- | ------- | ----- | --- | ----- | --- | --------- | -------- |
| 1960年 | フェラーリ                       | Dino 246 | ARG     | MON     | 500     | NED     | BEL Ret | FRA Ret | GBR   | POR | ITA 3 | USA | 15位      | 4        |
| 1961年 | ロータス／ナツィオナーレ・ベルゲ | 18       | MON     | NED     | BEL Ret |         |         |         |       |     |       |     | NC (41位) | 0        |
| 1961年 | ロータス                         | 21       |         |         |         | FRA Ret | GBR     |         |       |     |       |     | NC (41位) | 0        |
| 1961年 | フェラーリ                       | 156      |         |         |         |         |         | GER Ret | ITA   | USA |       |     | NC (41位) | 0        |
| 1962年 | フェラーリ                       | 156      | NED     | MON 7   | BEL Ret | FRA     | GBR     | GER     | ITA 4 | USA | RSA   |     | 14位      | 3        |
| 1963年 | フェラーリ                       | 156      | MON Ret | BEL Ret | NED     | FRA     | GBR     | GER Ret | ITA   | USA | MEX   | RSA | NC (36位) | 0        |
| 1965年 | BRM／セントロ・スッド            | P57      | RSA     | MON     | BEL DNS | FRA     | GBR     | NED     | GER   | ITA | USA   | MEX | NC        | 0        |

### ル・マン24時間レース
| 年     | チーム                         | コ・ドライバー         | 使用車両               | クラス | 周回 | 総合順位 | クラス順位 |
| ------ | ------------------------------ | ---------------------- | ---------------------- | ------ | ---- | -------- | ---------- |
| 1958年 | エキュリー・フランコルシャン   | ルシアン・ビアンキ     | フェラーリ・250TR      | S 3.0  | 33   | DNF      | DNF        |
| 1960年 | スクーデリア・フェラーリ       | リッチー・ギンサー     | フェラーリ・250 TRI/60 | S 3.0  | 203  | DNF      | DNF        |
| 1961年 | SEFAC フェラーリ SpA           | マイク・パークス       | フェラーリ・250 TRI/60 | S 3.0  | 330  | 2位      | 2位        |
| 1963年 | SEFAC フェラーリ SpA           | ジョン・サーティース   | フェラーリ・250P       | S 3.0  | 252  | DNF      | DNF        |
| 1965年 | エキュリー・フランコルシャン   | ジャン・ブラトン       | フェラーリ・275 GTB    | GT 4.0 | 340  | 3位      | 1位        |
| 1966年 | スクーデリア・フィリピネッティ | ヘルベルト・ミューラー | フェラーリ・365 P2     | P 5.0  | 166  | DNF      | DNF        |
| 1967年 | エキュリー ナシオナル ベルジュ | ジャン・ブラトン       | フェラーリ・330 P4     | P 5.0  | 377  | 3位      | 2位        |
| 1968年 | クロード・デュボア             | ジャン・ブラトン       | フォード・GT40         | S 5.0  | 0    | DNF      | DNF        |